# Kaffeekapsel

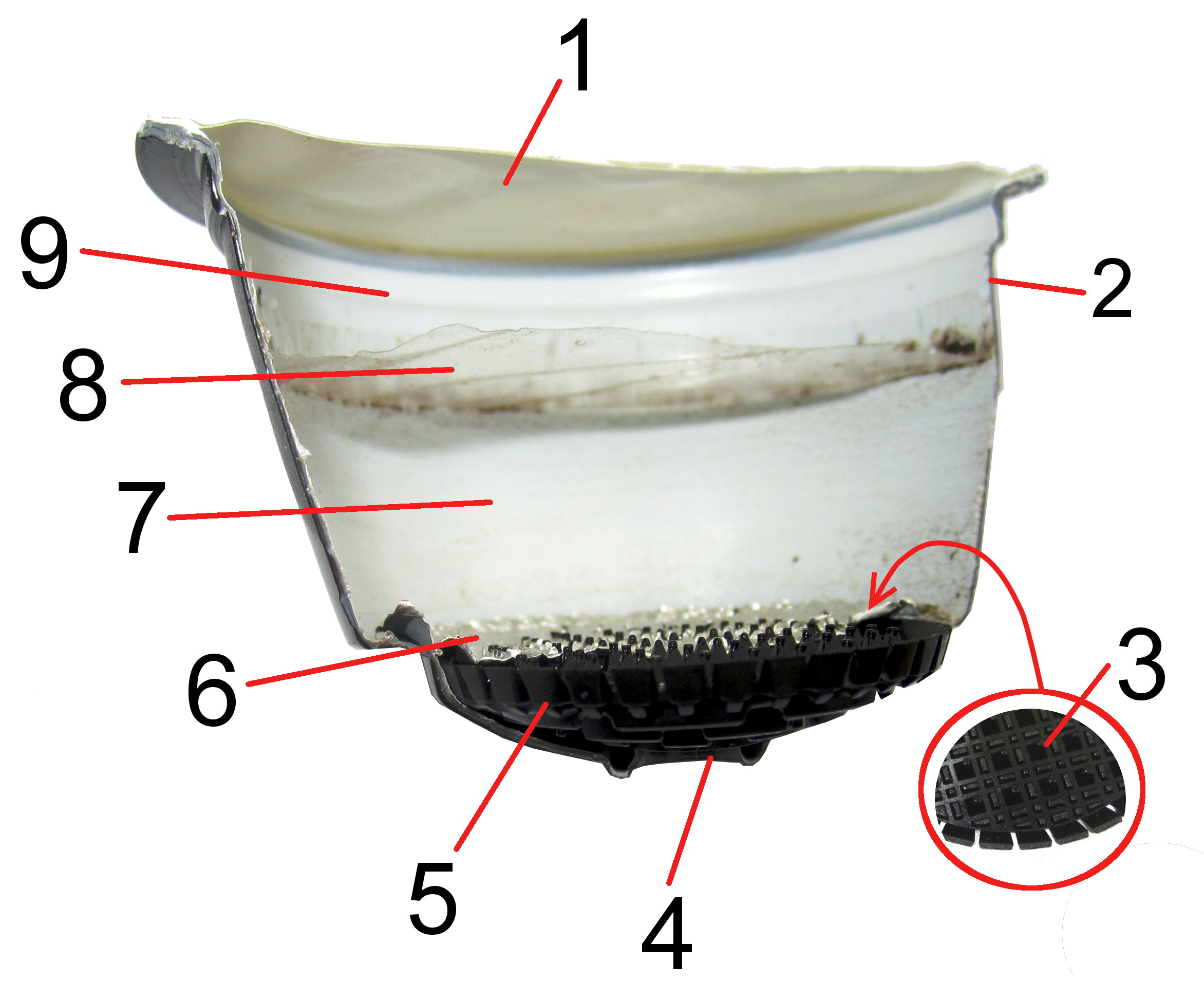
1 Beschrifteter oberer Filmdeckel
2 Kapselhülle
3 Dorn
4 Ablauf
5 Filterboden
6 Boden aus Aluminiumfolie
7 Kammer für Zubereitungspulver (Kaffeemehl, Milchpulver, Zucker, Aromastoffe)
8 Kunststoff-Trennfilm
9 Ausgleichskammer

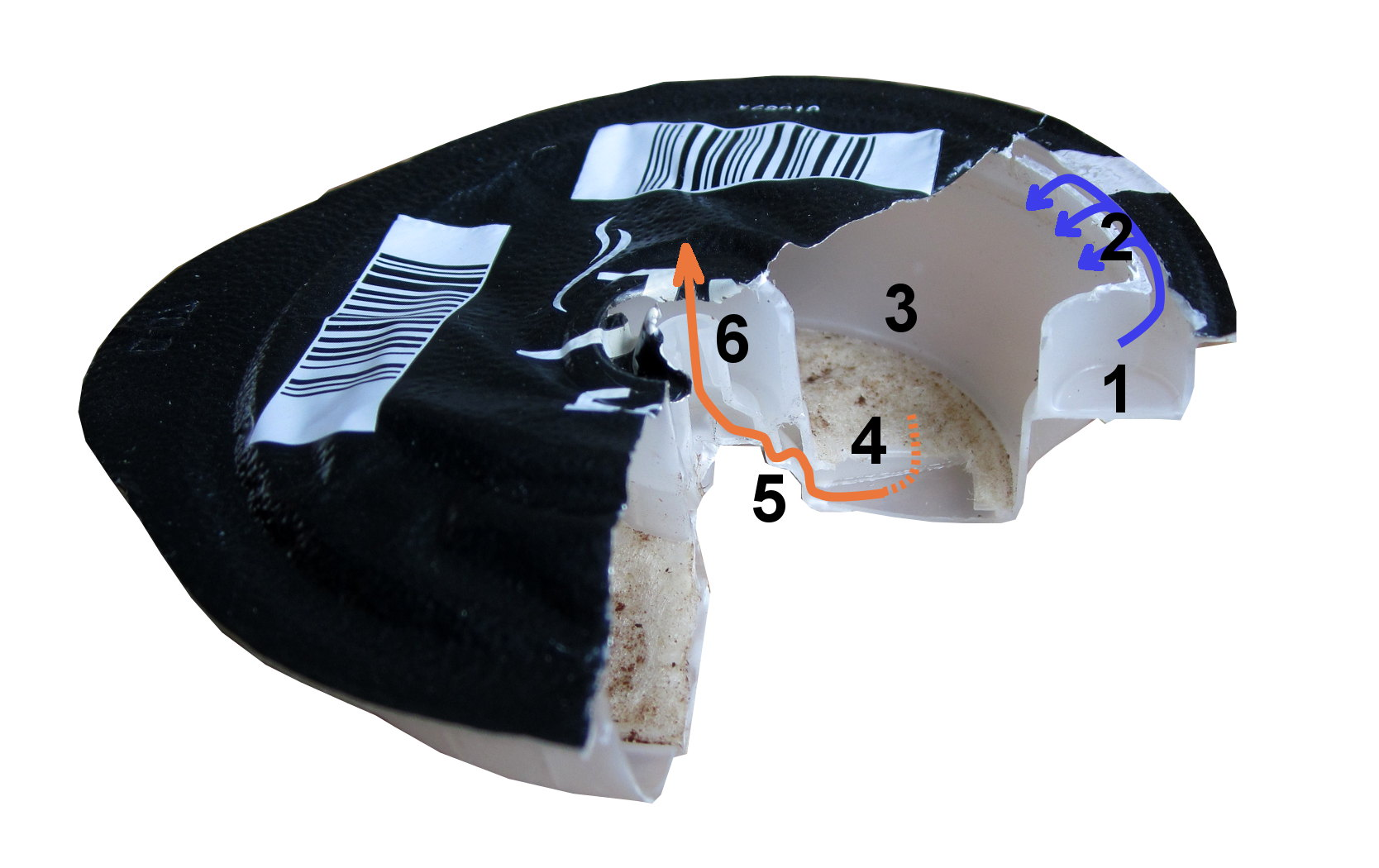
Tassimo-Kapsel:
1 Wassereinlass-Kammer, wird in der Maschine beim Einlegen/Spannen aufgestochen
2 Wasserverteilungskanal mit Schlitzen zur Kammer mit dem Zubereitungsmedium
3 Kammer für Zubereitungsmedium (Kaffeemehl, Milchpulver, Zucker, Aromastoffe)
4 Filterboden aus Vlies
5 Labyrinth
6 Auslass, wird in der Maschine beim Einlegen/Spannen aufgestochen

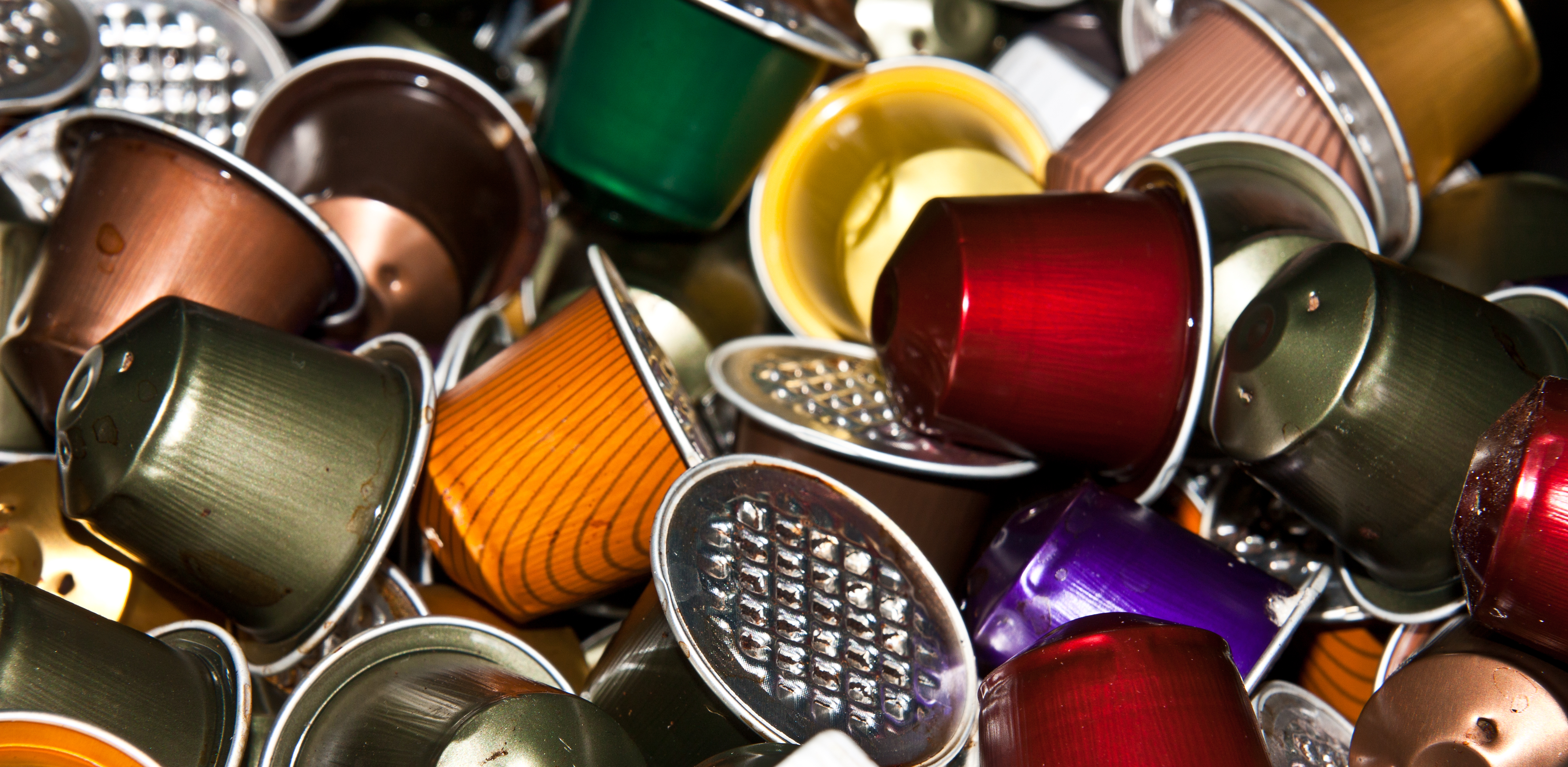
Verbrauchte Nespresso-Kapseln

Kaffeekapseln sind Einwegprodukte zum Einsatz in Portionskaffeemaschinen. In der Regel handelt es sich um eine Portionsverpackung mit der Menge Kaffeepulver für eine einzelne Tasse. Die Markteinführung und Verbreitung wurde von Umwelt- und Verbraucherschutzverbänden von Anfang an kritisiert.

## Geschichte
Nach Eigenangaben entwickelte Nestlé ab dem Jahr 1970 das Nespresso-System, das 1976 patentiert und ab 1986 in den Markt eingeführt wurde. Ab 1991 wurde das System mit dem Maschinenhersteller Krups weiterentwickelt, eine größere Verbreitung wurde erst in den 2000er Jahren erreicht.
Jacobs Douwe Egberts brachte im Jahr 2005 gemeinsam mit Braun das Tassimo-System auf den Markt. Ebenfalls im Jahr 2005 brachte Nestlé ein weiteres System mit dem Namen Nescafé Dolce Gusto auf den Markt. Weitere Systeme sind Caffita von den Firmen Gaggia und Ècaffè sowie Cafissimo von Tchibo.
Das Bremer Unternehmen Velibre stellte im Jahr 2017 ein System für biologisch abbaubare Kaffeekapseln vor.

### Kaffeepads
Im Jahr 1972 entwickelte illycaffè S.p.A. den ersten Easy Serving Espresso Pod (englisch Leicht-Servier-Espresso-Hülse) und im Jahr 1989 den E.S.E.-Standard. Im Jahr 2001 brachten Philips und Jacobs Douwe Egberts das gemeinsam entwickelte System Senseo auf den Markt.

## Kritik
Im Vergleich zu herkömmlichen Kaffeefiltern aus Papier werden für Kaffeekapseln mehrere verschiedene Materialien wie Kunststoffe und Metalle (häufig Aluminium) verwendet und so miteinander verbunden, dass sie sich nur schwierig recyceln lassen und der Rohstoffverbrauch pro Tasse deutlich höher ist. Im Jahr 2014 wurde die jährliche Müllmenge von Kaffeekapseln allein in Deutschland auf 4.000 – 4.500 Tonnen geschätzt. Kritiker fordern daher die Einführung eines Pfands auf Kaffeekapseln.
Die Stadt Hamburg erließ im Januar 2016 eine Richtlinie, nach der keine Steuergelder mehr für die Anschaffung von Kaffeekapseln verwendet werden dürfen.
Aus ökonomischer Sicht nutzen die Hersteller ihrer patentierten Kaffeekapseln den sogenannten Lock-in-Effekt, weil ihre Kapseln nur zu einer bestimmten Kaffeemaschine passen. Der Kauf dieser Kaffeemaschine zwingt den Verbraucher, dauerhaft die stets zugehörigen Kapseln zu kaufen. Er ist damit an ein bestimmtes System gebunden, ein Wechsel lohnt sich wegen der damit verbundenen Wechselkosten meist nicht.